# Estación de Pont-à-Celles
La estación de Pont-à-Celles es una estación de tren belga situada en Pont-à-Celles, en la provincia de Hainaut, región Valona.
Pertenece a la línea  de S-Trein Charleroi.

## Situación ferroviaria
La estación se encuentra en la línea 117 (Braine-le-Comte-Luttre).

## Intermodalidad
Actualmente, no hay conexiones con otros medios de transporte.